# Philoponella
Philoponella là một chi nhện trong họ Uloboridae.
Một số loài (trong số đó có P. congregabilis và P. oweni) xây dựng mạng nhện chung, nhưng tuy nhiên không hợp tác bắt mồi. Tuy nhiên, một số loài, chẳng hạn như P. raffrayi, có hợp tác với nhau trong việc bắt mồi. Quần thể P. raffrayi bao gồm các mạng hình cầu riêng lẻ được nối với nhau bằng tơ không dính. Chiều dài cơ thể trung bình của nó là khoảng 6 mm ở con cái và 3 mm ở con đực.

## Hình ảnh

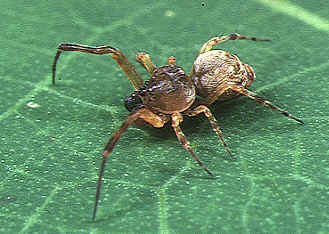
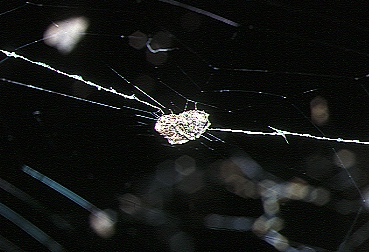
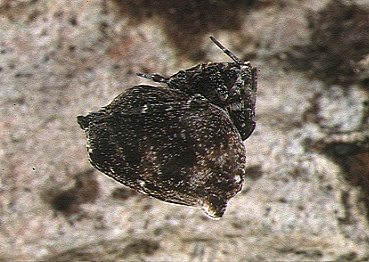

## Các loài
- Philoponella alata
- Philoponella angolensis
- Philoponella arizonica
- Philoponella bella
- Philoponella collina
- Philoponella congregabilis
- Philoponella cymbiformis
- Philoponella divisa
- Philoponella duopunctata
- Philoponella fasciata
- Philoponella fluviidulcifis
- Philoponella gibberosa
- Philoponella herediae
- Philoponella hilaris
- Philoponella lingulata
- Philoponella lunaris
- Philoponella mollis
- Philoponella nasuta
- Philoponella nigromaculata
- Philoponella opelli
- Philoponella operosa
- Philoponella oweni
- Philoponella pantherina
- Philoponella para
- Philoponella pisiformis
- Philoponella pomelita
- Philoponella prominens
- Philoponella quadrituberculata
- Philoponella raffrayi
- Philoponella ramirezi
- Philoponella republicana
- Philoponella sabah
- Philoponella semiplumosa
- Philoponella signatella
- Philoponella subvittata
- Philoponella tingens
- Philoponella truncata
- Philoponella variabilis
- Philoponella vicina
- Philoponella vittata
- Philoponella wuyiensis